# Oděvní továrna Jana Nehery
Oděvní továrna Jana Nehery (známá též jako Dona) je funkcionalistická stavba v Prostějově.

## Historie
Základem budovy byla továrna firmy Wolf & Franže, výroba obuvi z roku 1910. Ta v roce 1933 zkrachovala a byla 1934 odkoupena textilní firmou Jana Nehery. Ten k ní v témže roce nechal přistavět obchodní dům (1938 rozšířen) podle projektu Rudolfa Valouška. V roce 1939 bylo přistavěno funkcionalistické křídlo podle architekta Antonína Navrátila. Celý areál byl později adaptován pro potřeby zasilatelského domu Dona.
V roce 2011 se jednalo o prohlášení za kulturní památku, návrh byl zamítnut. Další návrh byl podán v roce 2016, ale ani ten nebyl úspěšný.